# روز (فیلم ۱۹۱۴)
«روز» (انگلیسی: The Day) یک فیلم صامت به کارگردانی آلفرد رالف است که در سال ۱۹۱۴ منتشر شد.